# EC Comercial
Esporte Clube Comercial – brazylijski klub piłkarski z siedzibą w mieście Campo Grande, stolicy stanu Mato Grosso do Sul.

## Osiągnięcia
- Mistrz stanu Mato Grosso do Sul (Campeonato Sul-Matogrossense) (8): 1982, 1985, 1987, 1993, 1994, 2000, 2001, 2010
- Mistrz stanu Mato Grosso (Campeonato Matogrossense): 1975
- Półfinał Copa Centro-Oeste: 2002

## Historia
Esporte Clube Comercial założony został 15 marca 1943 roku przez Etheóclesa Ferreirę i innych uczniów Colégio Dom Bosco, którzy byli synami zamożnych rolników i handlarzy.
W roku 1948 prezesem klubu wybrany został Jamil Naglis, który zmienił klubowe barwy na obecnie używane.
Do wielkiego wydarzenia w historii klubu doszło 12 września 1967 roku, kiedy to do Campo Grande przybył potężny Santos FC z takimi sławami jak Pelé, Agustín Cejas, Clodoaldo czy Carlos Alberto. Comercial pokonał słynnego rywala 1:0, a zwycięskiego gola strzelił Gil.
W pierwszej lidze brazylijskiej (Campeonato Brasileiro Série A) Comercial zadebiutował w 1973 roku, zajmując 26. miejsce – przed Athletico Paranaense.
W 1975 roku Comercial wygrał swoje pierwsze i ostatnie mistrzostwo stanu Mato Grosso (Campeonato Matogrossense). W roku 1979 klub przystąpił do pierwszej edycji mistrzostw stanu Mato Grosso do Sul (Campeonato Sul-Matogrossense). Po przegranym finale z klubem Operário Comercial zadowolić się musiał wicemistrzostwem stanu.
W roku 1982 Comercial zdobył swoje pierwsze mistrzostwo stanu Mato Grosso do Sul. W 1986 klub ostatni raz wystąpił w pierwszej lidze brazylijskiej, w której zajął 35. miejsce.
W 1994 roku Comercial zadebiutował w Copa do Brasil. W pierwszej rundzie wyeliminował klub Paysandu SC, a w drugiej - klub Kaburé ze stanu Tocantins. W ćwierćfinale Comercial wyeliminowany został przez klub Linhares ze stanu Espírito Santo.
W roku 2002 Comercial dotarł do półfinału Copa Centro-Oeste, gdzie wyeliminowany został przez klub Gama.

### Piłkarze w historii klubu
- Gil